# Kurgurahu
Kurgurahu est une île inhabitée d'Estonie située à 630 mètres de la plus grande île d'Estonie, Saaremaa. Située sur le territoire de la commune de Saaremaa, dans le comté de Saare, l'île de 3,7 hectares fait partie du parc national de Vilsandi.